# 南八幡 (市川市)
南八幡（みなみやわた）は千葉県市川市にある地名。現行行政地名は南八幡一丁目から南八幡五丁目。郵便番号は272-0023。

## 地理
市川市北部に位置する。地域の北端にJR総武線、地域の西部を都営地下鉄新宿線
が通り、本八幡駅前は商業地となっている他は、住宅地となっている。地域内には、かつて長崎屋本社があった。
一丁目に千葉県水道局市川水道事務所、三丁目に西友本八幡店、四丁目に京葉銀行本八幡支店、千葉銀行本八幡南支店、東京東信用金庫本八幡支店、長崎屋旧本社・MEGAドン・キホーテ本八幡店、四丁目に市川市保健センター、四丁目に近接してJR総武線本八幡駅、五丁目に千葉県市川健康福祉センター（市川保健所）、ハローワーク市川、市川南八幡郵便局がある。
東は鬼高、西は平田、南は大和田、東大和田、北は八幡と接している。

## 歴史

### 沿革
- 1869年（明治2年） - 葛飾県葛飾郡八幡町となる。
- 1871年（明治4年） - 廃藩置県、県の統合により印旛県葛飾郡八幡町となる。
- 1873年（明治6年） - 県の統合及び、郡の分割により千葉県東葛飾郡八幡町となる。
- 1889年（明治22年） - 東葛飾郡菅野村、宮久保村と合併し、東葛飾郡八幡町大字八幡となる。
- 1934年（昭和9年）11月3日 - 市川町、中山町、国分村と合併、市制施行。市川市大字八幡となる。
- 1951年（昭和26年）12月1日 - 市内の大字を町に変更。それに伴い、市川市八幡町となる。
- 1967年（昭和42年）2月1日 - 住居表示施行。市川市南八幡一丁目 - 五丁目となる。

## 地名の由来
八幡町を総武線以北と以南で分割した際に「南八幡」とした。また「八幡」は、八幡四丁目にある「葛飾八幡宮」から。

## 世帯数と人口
2017年（平成29年）9月30日現在の世帯数と人口は以下の通りである。
| 丁目         | 世帯数    | 人口     |
| ------------ | --------- | -------- |
| 南八幡一丁目 | 1,932世帯 | 3,328人  |
| 南八幡二丁目 | 1,272世帯 | 2,649人  |
| 南八幡三丁目 | 2,282世帯 | 4,098人  |
| 南八幡四丁目 | 1,921世帯 | 3,412人  |
| 南八幡五丁目 | 1,862世帯 | 3,335人  |
| 計           | 9,269世帯 | 16,822人 |

## 小・中学校の学区
市立小・中学校に通う場合、学区は以下の通りとなる。
| 丁目         | 番地             | 小学校               | 中学校             |
| ------------ | ---------------- | -------------------- | ------------------ |
| 南八幡一丁目 | 1～22番          | 市川市立大和田小学校 | 市川市立第六中学校 |
| 南八幡一丁目 | 23～25番         | 市川市立鬼高小学校   | 市川市立第六中学校 |
| 南八幡二丁目 | 1～20番 22～25番 | 市川市立鬼高小学校   | 市川市立第六中学校 |
| 南八幡二丁目 | 21番             | 市川市立稲荷木小学校 | 市川市立第六中学校 |
| 南八幡三丁目 | 全域             | 市川市立大和田小学校 | 市川市立第八中学校 |
| 南八幡四丁目 | 全域             | 市川市立大和田小学校 | 市川市立第八中学校 |
| 南八幡五丁目 | 全域             | 市川市立平田小学校   | 市川市立第八中学校 |

## 施設
- JR総武線・都営地下鉄新宿線本八幡駅（住所は市川市八幡）
- 白菊幼稚園
- 千葉県市川健康福祉センター（市川保健所）
- ハローワーク市川
- 市川市保健センター
- 千葉県水道局市川水道事務所
- 市川南八幡郵便局
- 京葉銀行本八幡支店
- 千葉銀行本八幡南支店
- 東京東信用金庫本八幡支店
- 西友本八幡店
- MEGAドン・キホーテ本八幡店